# Ян Кепура

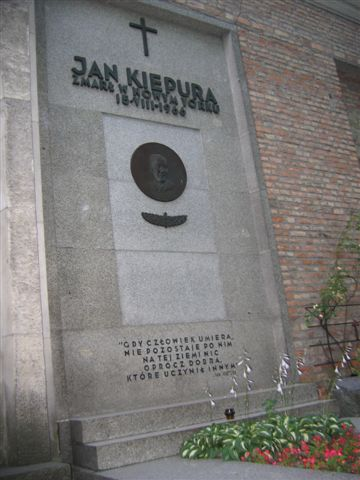
Могила Кєпури в Повонзківському кладовищі у Варшаві.

Ян Віктор Кепу́ра (пол. Jan Wiktor Kiepura; 16 травня 1902, Сосновець — 16 серпня 1966, Гаррісон, Вестчестер, Нью-Йорк) — польський співак (лірико-драматичний тенор) і актор.

## Біографія
Народився в польському місті Сосновець. Мати — Міріам (Марія), уроджена Найман, була професійною співачкою; батько — Франтішек Кепура, пекар, власник продуктової крамниці. Його мати мала єврейське походження. Мав брата, Владислава. 1921 року Ян Кепура навчався на юридичному факультеті Варшавського університету. Навчався співу в Вацлава Бжезинського і Тадеуша Леліви. 1923 року дав свій перший концерт у кінотеатрі Сфінкс у Сосновці. 1924 року Еміль Млинарський бере Яна Кепуру до місцевого хору. Він зіграв роль Гураля в опері Монюшка Галька. Він також узяв участь у постановці Фауста Шарля Гуно у Львові.
1926 року Ян Кепура починає міжнародну кар'єру. Він виступає в Німеччині, Угорщині, Франції та Англії. Повернувшись до Польщі, на гроші, одержані від виступів, збудував відомий готель Патрія у польському прикордонному місті Криниця-Здруй, що йому обійшовся в близько 3 млн доларів США. Там були зняті деякі польські фільми. Кепура зіграв у дванадцяти польських мюзиклах, серед яких O czym się nie myśli (1926), Die Singende Stadt (Neapol, śpiewające miasto) (1930), Tout Pour L'amour (Zdobyć cię muszę) (1933), and Mon coeur t'appelle (1934).
Повернення Кепури 1934 року стало сенсацією у польській столиці; його музичні шоу зустічали з величезним ентузіазмом. Окрім виступів у концертних залах, він також співав перед натовпом, що збирався під балконом варшавського готелю Варшавського Брістоль. Та проте Кепура не був частим гостем у Польщі. Він мав контракти з театром Ковент-Гарден у Лондоні, Опера комік у Парижі та Національною оперою в Берліні. Ян Кепура також почав кінокар'єру, працюючи з берлінською кіностудією UFA, а потім у кіноіндустрії Голлівуду. Він зіграв у багатьох фільмах, з-поміж яких найвідомішими є: The Singing City, The Song of Night, Ich liebe alle Frauen, The Charm of La Boheme, Das Land des Lächelns.
31 жовтня 1936 року Ян Кепура одружився зі співачкою угорського походження, ліричним сопрано, Мартою Еггерт (1912—2013). Вони часто співали разом в оперетах, концертах, а також у фільмах аж до своєї смерті, мали спільні записи. 1938 року, з огляду на переслідування євреїв у Європі, переїхав із дружиною до США, де виступав у «Метрополітен-опера» (Нью-Йорк), співав у театрах Бродвею. 1945 року жив певен час у Відні, виступав у країнах Європи.
Помер Ян Кепура в 64-річному віці у Нью-Йорку, похований на Повонзківському кладовищі в Варшаві.

## Вибрана фільмографія
- Give Us This Night[en] (1936) із Гледіс Сворзаут[en]
- The Land of Smiles[en] (1952)

## Виноски
1. ↑  Find a Grave — 1996.
2. ↑  Current Biography Yearbook [Архівовано 30 грудня 2013 у Wayback Machine.](англ.)
3. ↑  Musicians since nineteen hundred: performers in concert and opera [Архівовано 31 грудня 2013 у Wayback Machine.](англ.)
4. ↑  Heard for Eight Decades, Her Voice Doesn't Waver. Архів оригіналу за 28 грудня 2013. Процитовано 21 липня 2014.(англ.)
5. ↑  Інтернетна база польських фільмів [Архівовано 11 травня 2013 у Wayback Machine.], retrieved on December 18, 2007.(пол.)
6. ↑  Інтернетна база польських фільмів [Архівовано 2 жовтня 2013 у Wayback Machine.], and  [Архівовано 15 січня 2015 у Wayback Machine.], both retrieved on December 18, 2007.(пол.)
7. ↑  Інтернетна база польських фільмів [Архівовано 6 квітня 2012 у Wayback Machine.] and  [Архівовано 3 березня 2015 у Wayback Machine.], both retrieved on December 18, 2007.(пол.)